# San Francisco (Goicoechea)
San Francisco è un distretto della Costa Rica facente parte del cantone di Goicoechea, nella provincia di San José.